# Alexander Stieda
Alexander Stieda (ur. 30 maja 1875 w Dorpacie, zm. 12 sierpnia 1966 w Gmund am Tegernsee) – niemiecki lekarz, chirurg. Był jednym z pionierów neurochirurgii w Niemczech.

## Życiorys
Syn Ludwiga Stiedy, młodszy brat Alfreda. Studiował medycynę na Uniwersytecie we Fryburgu i Królewcu gdzie w 1898 roku uzyskał doktorat, od 1899 asystent w Pathologisch-Hygienischen Institut Chemnitz, od 1900 do 1919 pełnił funkcję asystenta w Uniwersyteckiej Klinice Chirurgicznej w Halle. W 1906 habilitował się z chirurgii, a w 1909 został ordynatorem kliniki i mianowany profesorem. W 1913  odznaczony Orderem Orła Czerwonego IV klasy. W czasie I wojny służył jako ordynator szpitala polowego, a następnie jako chirurg konsultant w Dowództwie Generalnym IV Korpusu Armijnego, odznaczony Anhalt Friedrichskreuz oraz Krzyżem Żelaznym I i II klasy. W 1918 został zgłoszony do Szpitala Uniwersyteckiego w Halle, w 1920 został mianowany profesorem honorowym. W 1931 przebywał w USA w celach badawczych. W 1941 został lekarzem konsultantem. (odznaczony Krzyżem Zasługi Wojennej II klasy). W 1946 otrzymał profesurę z pełnym przydziałem dydaktycznym. W 1950 przeszedł na emeryturę.